# Magyarország az 1992-es fedett pályás atlétikai Európa-bajnokságon
Magyarország az olaszországi Genovában megrendezett 1992-es fedett pályás atlétikai Európa-bajnokság egyik részt vevő nemzete volt. Az ország a versenyen 8 sportolóval képviseltette magát.

## Érmesek
| Érem  | Versenyző      | Versenyszám | Dátum      |
| ----- | -------------- | ----------- | ---------- |
| Ezüst | Bagyula István | Rúdugrás    | március 1. |

## Eredmények

### Férfi
| Versenyző      | Versenyszám | Selejtező | Selejtező | Döntő    | Döntő    |
| Versenyző      | Versenyszám | Eredmény  | Helyezés  | Eredmény | Helyezés |
| -------------- | ----------- | --------- | --------- | -------- | -------- |
| Bagyula István | Rúdugrás    |           |           | 5,80 m   |          |
| Ordina Tibor   | Távolugrás  |           |           | 7,43 m   | 21.      |

| Versenyző       | Versenyszám | 60 m | 60 m | Távolugrás | Távolugrás | Súlylökés | Súlylökés | Magasugrás | Magasugrás | 60 m gát | 60 m gát | Rúdugrás | Rúdugrás | 1000 m  | 1000 m | Végeredmény | Végeredmény |
| Versenyző       | Versenyszám | Idő  | Pont | Eredmény   | Pont       | Eredmény  | Pont      | Eredmény   | Pont       | Idő      | Pont     | Eredmény | Pont     | Idő     | Pont   | Pont        | Helyezés    |
| --------------- | ----------- | ---- | ---- | ---------- | ---------- | --------- | --------- | ---------- | ---------- | -------- | -------- | -------- | -------- | ------- | ------ | ----------- | ----------- |
| Munkácsi Sándor | Hétpróba    | 7,12 | 840  | 7,44 m     | 920        | 12,75 m   | 652       | 1,98 m     | 785        | 8,25     | 920      | 4,60 m   | 790      | 2:35,45 | 925    | 5832        | 7.          |

### Női
| Versenyző        | Versenyszám      | Előfutam | Előfutam | Előfutam | Elődöntő | Elődöntő | Elődöntő | Döntő   | Döntő    |
| Versenyző        | Versenyszám      | Idő      | Hely.    | Össz.    | Idő      | Hely.    | Össz.    | Idő     | Helyezés |
| ---------------- | ---------------- | -------- | -------- | -------- | -------- | -------- | -------- | ------- | -------- |
| Szebenszky Anikó | 3000 m gyaloglás | kizárva  | kizárva  | kizárva  |          |          |          | kiesett | kiesett  |

| Versenyző        | Versenyszám | Selejtező | Selejtező | Döntő    | Döntő    |
| Versenyző        | Versenyszám | Eredmény  | Helyezés  | Eredmény | Helyezés |
| ---------------- | ----------- | --------- | --------- | -------- | -------- |
| Kovács Judit     | Magasugrás  |           |           | 1,88 m   | 5.       |
| Fazekas Erzsébet | Magasugrás  |           |           | 1,80 m   | 20.      |
| Vanyek Zsuzsa    | Távolugrás  |           |           | 6,07 m   | 12.      |
| Vanyek Zsuzsa    | Hármasugrás |           |           | 13,02 m  | 15.      |
| Fekete Ildikó    | Hármasugrás |           |           | 13,86 m  | 19.      |